# Eve to Dawn
Albums de Loudness
King of Pain
(2010) 2･0･1･2
(2012)
Eve to Dawn est le 24e album studio de Loudness sorti le 14 septembre 2011.

## Liste des titres
Toutes les paroles sont écrites par Minoru Niihara.
| No  | Titre                   | Musique             | Durée |
| --- | ----------------------- | ------------------- | ----- |
| 1.  | A light in the Dark     | Akira Takasaki      | 1:46  |
| 2.  | The Power of Truth      | Akira Takasaki      | 5:27  |
| 3.  | Come Alive Again        | Akira Takasaki      | 4:25  |
| 4.  | Survivor                | Masayuki Suzuki     | 5:44  |
| 5.  | Keep You Burning        | Masayoshi Yamashita | 5:16  |
| 6.  | Gonna Do it My Way      | Akira Takasaki      | 4:12  |
| 7.  | Hang Tough              | Akira Takasaki      | 5:54  |
| 8.  | 喜怒哀楽 (instrumental) | Akira Takasaki      | 6:21  |
| 9.  | Comes the Dawn          | Akira Takasaki      | 7:04  |
| 10. | Pandora                 | Akira Takasaki      | 4:17  |
| 11. | Crasy! Crazy! Crazy!    | Akira Takasaki      | 3:23  |

## Composition du groupe
- Minoru Niihara - chants
- Akira Takasaki - guitare
- Masayoshi Yamashita - basse
- Masayuki Suzuki - batterie